# Єлизавета Баварська (імператриця Австрії)

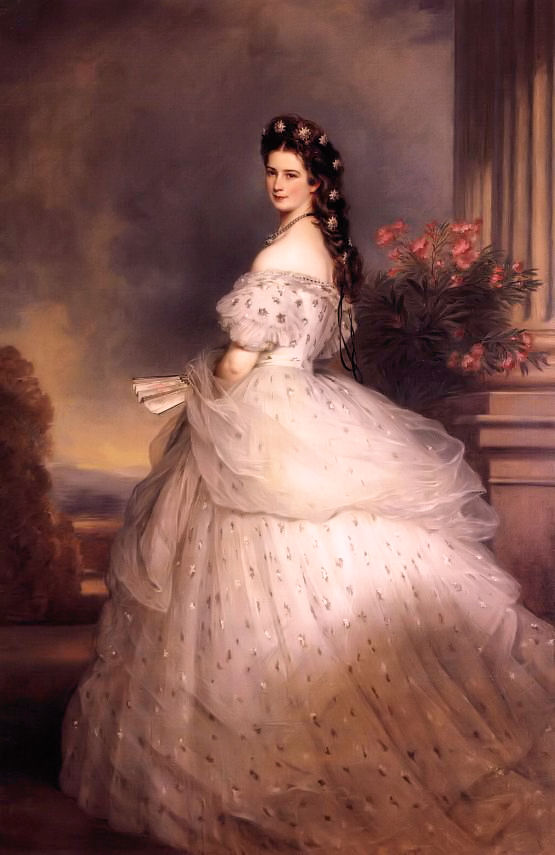
Єлизавета Австрійська. Портрет художника Франца Вінтергальтера, 1865

Єлизавета Баварська (Єлизавета-Амалія-Євгенія, герцогиня Баварська), відома як Сісі (нім. Elisabeth Amalie Eugenie, Herzogin in Bayern; 24 грудня 1837 – 10 вересня 1898) — принцеса Баварії, імператриця Австрії з 24 квітня 1854 у шлюбі з Францом Йосифом I, королева-консорт Угорщини з 8 травня 1867 (з утворення двоєдиної монархії Австро-Угорщини). Мандрівниця, наїздниця, авторка щоденника. В Австрії (а згодом і у світі) відома під сімейним прізвиськом Сісі (Sisi, у художній літературі та кіно використовується варіант Сіссі).

## Життєпис

### Ранні роки
Народилась 24 грудня 1837 року в родині Віттельсбахів, у мюнхенському маєтку баварського герцога Максиміліана напередодні Різдва в неділю, що за переказами означало щасливе життя. Хрещеною стала королева Пруссії Єлизавета, на честь якої вона і була названа.
Дитинство герцогині пройшло у Мюнхені у літньому маєтку її родини Посенгофен, де вона мала особистий звіринець. З усіх братів і сестер близькі стосунки мала з найосвіченішою старшою сестрою Гелен. Будучи байдужою до музики, Сісі з насолодою писала пейзажі та ілюструвала події у своєму щоденнику.

### Шлюб
Весілля її сестри Гелен Баварської з імператором Австро-Угорщини Францом Йосифом було обговорене заздалегідь. Її почали готувати до шлюбу: вивозити у світ та навчати верхової їзди. Сісі, яка любила тварин, умовила батьків дозволити їй приєднатися до сестри і завдяки своїй спритності швидко перегнала сестру у досягненнях.
Заручини Гелен і Франца були приурочені до 23-річчя імператора, для їхнього здійснення герцогиня Людовіка з двома старшими дочками та імператорська сім'я вирушили в Інсбрук. Франц бачив своїх двоюрідних сестер 16-річним, але був захоплений думками про майбутнє правління, а кузинам було по 13 та 10 років. Сісі, яка не вирізнялася красою, помітив молодший брат імператора Карл Людвіг, між ними зав'язалося романтичне листування, вони обмінювалися подарунками, а батьки їм не перешкоджали.
Стосунки між Гелен і Францом не склалися, і закоханий у Сісі Карл Людвіг першим звернув увагу матері на симпатію Франца до Сісі. Хоча все йшло не за планом, мати імператора ерцгерцогиня Софія неохоче попросила у сестри Людовіки руки Сісі для Франца: це був династичний шлюб, імператор мусив одружитися з котроюсь із дочок «потрібної» сім'ї. Сісі погодилася.
24 квітня 1854 року 16-річна Єлизавета вступила в шлюб з імператором Францом Йосифом. Вінчання відбулося у церкві августинців у Відні. У розшитій сріблом білій сукні з діамантовою діадемою на голові Єлизавета їхала Віднем у кареті з інкрустованими золотом колесами і дверцятами, розписаними ще Рубенсом.
Але невдовзі після весілля життя при дворі стало вкрай обтяжливим. Свекруха, ерцгерцогиня Софія, намагалася зробити з Єлизавети справжню імператрицю і деспотично її контролювала. Запроваджений у Відні етикет суворо регламентував і життя придворних і самої імператриці, твердий розпорядок дня позбавляв її всілякої свободи. Вона скаржилася чоловікові, але безрезультатно — Франц Йосиф, який відчував глибоку повагу та любов до матері і безмежне кохання до дружини, був м'яким за характером і не міг примирити їх. Поки він був зайнятий державними справами, Єлизавета часто залишалася сама, створювала сумну поезію, багато читала, а справжньою її пристрастю була верхова їзда, яка давала ілюзію свободи.
Не знайшовши розуміння, вона замкнулася в собі. Не любила публічність і, звичайно, те, що з дня весілля в її апартаментах були незнайомці. Єлизавета часто нехтувала правилами етикету, які у той час керували життям двору, починаючи від манери триматися, реверансів і вітань до довжини рукавичок і глибини декольте. Вимушена згідно зі своїми обов'язками імператриці показуватися на людях, вона гуляла в огорожі заміського палацового парку в Лаксенбурзі.

### Материнство
Ситуація погіршилася ще більше, коли 17-річна Єлизавета оголосила про свою вагітність. Тепер ерцгерцогиня Софія, яка вважала імператрицю надто юною, стала вриватися в її кімнату в будь-який час і діймати її порадами та доріканнями. Двір сподівався на народження спадкоємця, але, на загальне розчарування, 5 березня 1855 року Єлизавета народила дочку. Без її відома дитині дали ім'я Софія і помістили в апартаменти до ерцгерцогині. Все повторилося після народження в 1856 році другої дочки Гізели. Єлизавета могла бачитися з дітьми лише в суворо відведені для цього години. Тільки завдяки втручанню чоловіка немовлят перемістили ближче до її апартаментів. Але незабаром доля завдала Єлизаветі страшного удару. Вона умовила Франца взяти дітей і поїхати до Угорщини, щоб побути з дітьми наодинці. Але в цій поїздці доньки почали хворіти, і хвороблива дворічна Софія померла прямо на очах у матері. Єлизавета в усьому звинувачувала себе, тяжко переживаючи смерть дочки. Але згодом знову завагітніла і в 1858 році народила довгоочікуваного спадкоємця Австрійського престолу Рудольфа.
Спочатку народження спадкоємця всіх порадувало, але згодом ворожість ерцгерцогині спалахнула з новою силою. Єлизавета повільно відновлювалася після пологів, і Софія, скориставшись цим, привласнила право слідкувати за вихованням Рудольфа. Не маючи сил на боротьбу, імператриця скорилася.
Тим часом чоловік вирушив на італійський фронт битися з військами Наполеона III в долині річки По. Єлизавета переживала за нього і дуже нервувала: мало їла, щоденно конфліктувала зі свекрухою і намагалася втекти від свого оточення, здійснюючи тривалі піші або верхові прогулянки. До його повернення вона помітно схудла, і її психіка сильно розхиталася.

### Мандри
Фактично залишена без дітей і усвідомлюючи своє безсилля, у 1860 році Елізабет вирішила тимчасово виїхати, бажаючи повернути втрачену свободу. Було оголошено, що імператриця тяжко хвора, тож потребує сонця і морського повітря. Франц Йосиф запропонував їй кілька морських курортів на Адріатичному морі, які належали Австро-Угорщині, але вона хотіла взагалі покинути країну і на деякий час усамітнитись у якомусь віддаленому районі. Її вибір впав на Мадейру. Єлизавета поїхала на чотири місяці — в Англію із заїздом у Францію, де всі були здивовані квітучим виглядом важко хворої імператриці. Це стало початком її безперервних подорожей. З 1865 року у Відні Єлизавета проводила не більше двох місяців на рік. Вона періодично (частіше всього взимку — на свій день народження, Різдво, перший віденський бал) поверталася до столиці Австро-Угорщини, щоб побачити чоловіка і дітей, і щоразу її присутність пом'якшувала суворий етикет життя Габсбургів. Але незабаром імператриця знову починала почуватись полонянкою і виїжджала.
Постійно подорожуючи, Елізабет посилала подарунки дітям, але бачилася з ними лише під час своїх коротких приїздів. Життя Гізели було набагато приємнішим, ніж життя Рудольфа, якого суворо виховували, готуючи до кар'єри імператора. Єлизавета здалеку спостерігала за вихованням спадкоємця, не маючи можливості втручатися. Лише одного разу їй вдалося звільнити наставника — графа Леопольда Ґондекура (Gondecourt), який, на її думку, використовував жорстокі методи виховання, але син продовжив страждати від розлуки. В 1868 році Єлизавета народила доньку Марію Валерію, яка стала її улюбленицею. Цього разу імператриця сама займалася вихованням дочки, і при дворі Валерію називали «єдиною» дитиною Єлизавети. Донька стала супутницю у всіх подорожах Єлизавети. Недосвідчена в материнстві через попередні обмеження і виснажена втратами, Єлизавета сильно хвилювалася і навіть легкий нежить дочки був причиною для відставки чергової няні.
Народжена в Будапешті, Марія Валерія майже все дитинство провела в Угорщині. Її одягали в угорському стилі, навіть розмовляти німецькою з батьком вона мала таємно. Але, на відміну від матері, полюбити Угорщину Марія Валерія так і не змогла.

### Втрата сина
30 січня 1889 року кронпринц Рудольф наклав на себе руки. Вражена звісткою, Єлизавета відмовилася вірити у смерть єдиного сина і не була на його похороні. Лише 9 лютого вона наважилася відвідати імператорський склеп, у якому поховали Рудольфа, і пересвідчитись у його смерті. До кінця життя імператриця не оговталася від цієї втрати й стала ще замкнутішою.
Відтоді в одязі Єлизавети переважали чорні кольори, вона також носила з собою зроблену зі шкіри білу парасолю і коричневе віяло, якими прикривала обличчя. Лише кілька фотографій імператриці зробили в останні роки її життя фотографи, яким пощастило залишитись непоміченими.

### Останні роки
Єлизавета провела деякий час у Відні з чоловіком. Листування між ними в її останні роки пожвавилось і їхні стосунки переросли у теплу дружбу. Після Відня, на імперському пароплаві «Мірамар» вона вирушила у подорож Середземномор'ям. Її найулюбленішими місцями були Рокбрюн-Кап-Мартен у Французькій Рив'єрі, де туризм пожвавився лише у другій половині XIX століття; Женевське озеро у Швейцарії; Бад-Ішль в Австрії, де імператорське подружжя провело літо; та грецький острів Корфу, де для імператриці побудовано палац Ахілліон. Імператриця також відвідала країни, які жодні королівські особи не відвідували у той час: Португальське королівство, Іспанію, Алжир, Марокко, Мальту, Грецьке королівство, Османську імперію й Єгипет.

### Загибель

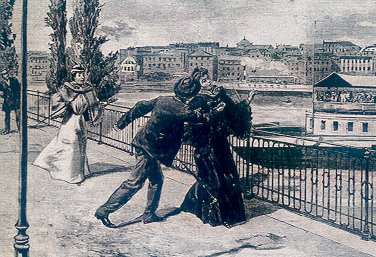
Вбивство Єлизавети

10 вересня 1898 року 60-річну Єлизавету поранив загостреним ножем у серце молодий італійський анархіст Луїджі Лучені. Напад стався під час прогулянки по набережній Женевського озера, де вона мала сісти на борт пароплава «Genève», що відпливав до Монтре. Не усвідомлюючи серйозності поранення, імператриця сіла на пароплав, де померла.
Вбивця Єлизавети сподівався убити принца королівського дому Орлеанів, проте не зміг його знайти, тож замість нього вирішив убити її. Після скоєння злочину Лучені казав: «Я хотів вбити когось з королівської сім'ї, тож для мене не мало значення, кого саме з них».
Імператриця похована в Імператорському склепі у центрі Відня, який століттями слугував місцем поховання імператорської сім'ї. Дізнавшись про смерть дружини, імператор прошепотів до себе: «Вона ніколи не дізнається, як сильно я її кохав».

## Нагороди

### Австро-Угорщина
- Орден Зіркового хреста, великий магістр
- Орден Єлизавети і Терези, великий магістр

### Інші країни
- Орден Святої Катерини (Російська імперія; жовтень 1853)
- Орден королеви Марії Луїзи (Іспанія; 16 червня 1854)
- Орден Святого Карла, великий хрест (Мексиканська імперія; 10 квітня 1865)
- Орден Дорогоцінної корони, великий ланцюг (Японська імперія; 8 вересня 1898)

## Вшанування пам'яті

### Україна

#### Пам'ятники

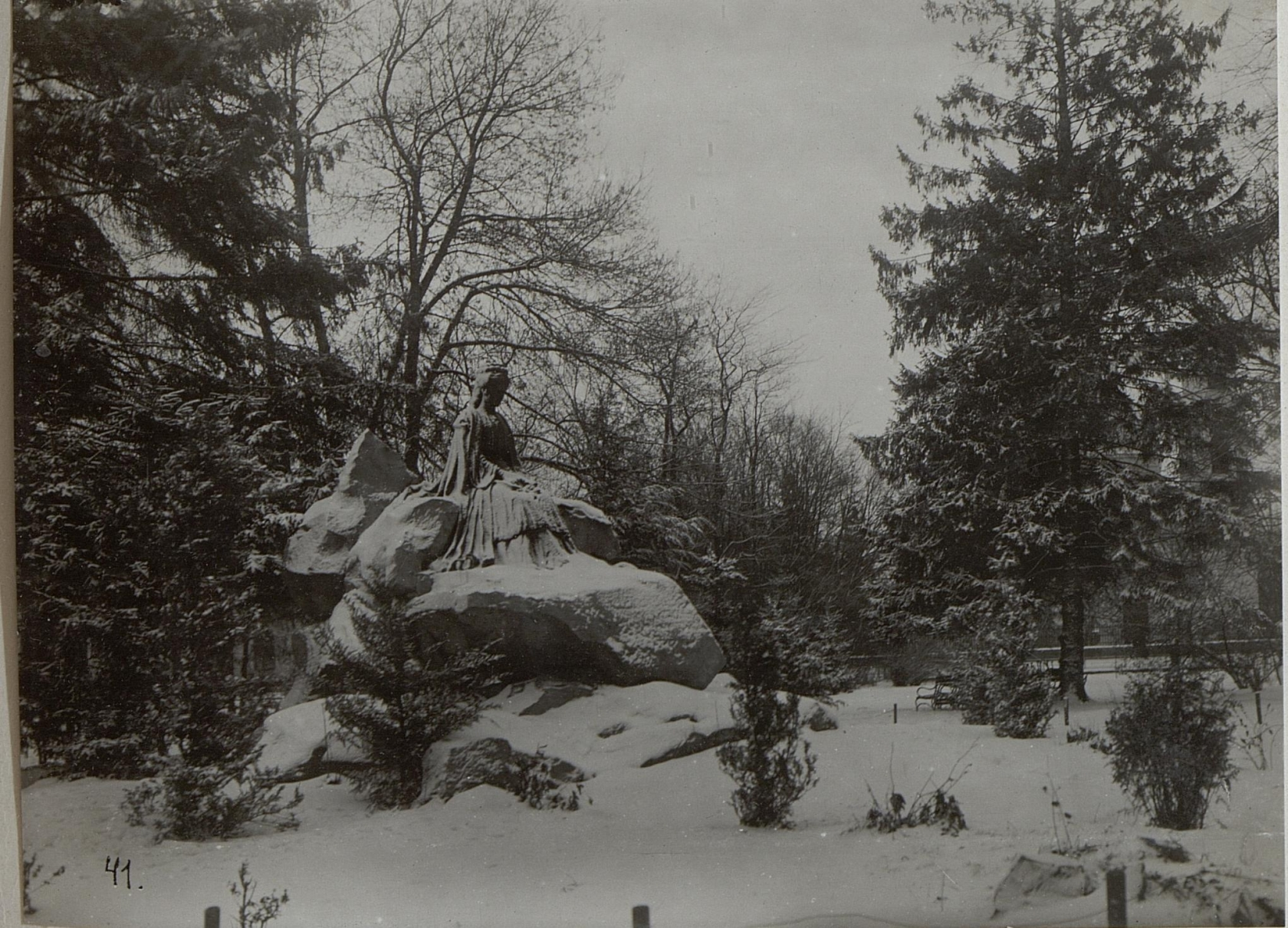
Пам'ятник у Чернівцях, фото 1917 року

15 жовтня 1911 року у Чернівцях був відкритий пам'ятник імператриці Єлизаветі, був демонтований після 1918 року.
1898 р. — відкрили пам'ятник Єлизаветі, дружині імператора Франца Йосифа, створеного Теодозієм Полянським в селі Рудники, Стрийського району. Рудниківський пан вирішив увічнити пам'ять про Сіссі її барельєфом на чотиригранній кам'яній піраміді.
12 листопада 2017 року у Воєводино Закарпатської області відкрили пам'ятник імператриці Єлизаветі. Пам'ятник знаходиться неподалік пам'ятника імператору Францу Йосипу І.

#### Парки
У місті Станиславові існував парк імені цісаревої Єлизавети.

#### Архітектура
Пам'яті Єлизавети був присвячений львівський костел Єлизавети, закладений 1903 року самим цісарем (тепер греко-католицька церква святих Ольги та Єлизавети).

#### Українські народні пісні
Пам'ять про трагічну загибель цісаревої Сісі збереглася в українському фольклорі завдяки створеній галицькими лірниками пісні, що стала народною:
Наша пані цісарева Габсбурзького роду, 

Поїхала ся купати на карлсбадську воду.

Ше не вспіла шати зняти та й скочити в балью,

Як ся зрада зготовила на найсвєтшу паню.

Лукин — батєр затрачений, в Парижу зроджений

Запхав пані цісаревій шпіндель затруєний.

Як дістав наш батько-цісар телєґрам жалобний,

То лежав він на канапі ґанц-ґанц непритомний.

Бодай тоту Швайцарію нагла кров заллєла —

Була б наша цісарева аж до дзісяй жила!

### Австрія
Пам'ятник імператриці Єлизаветі у громадському парку «Фольксгартен» у місті Відень.

### Угорщина
Пам'ятник Імператриці Єлизаветі у місті Будапешт.

### Італія
Пам'ятник Імператриці Єлизаветі у місті Трієст.

### У кінематографі

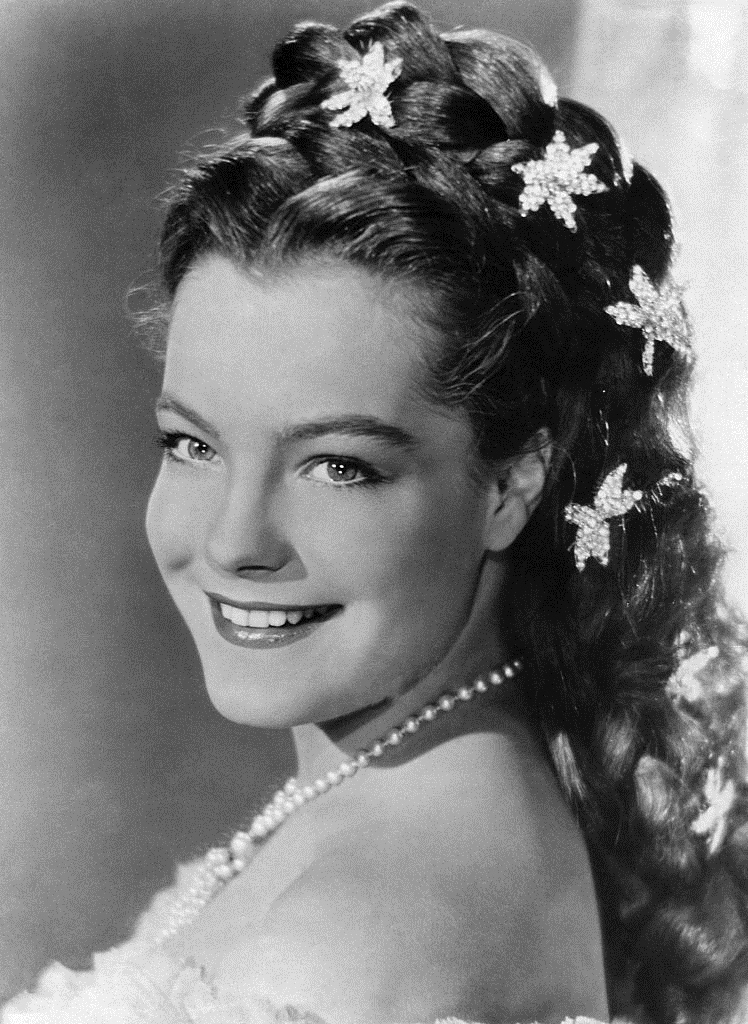
Ромі Шнайдер в ролі Єлизавети у фільмі «Сіссі» (1955)

У стовпчику «Роль» вказані акторки чи актори, які грали або озвучували роль імператриці Єлизавети (або пародії на неї).
| Рік       |    | Українська назва                  | Оригінальна назва                           | Роль                   |
| --------- | -- | --------------------------------- | ------------------------------------------- | ---------------------- |
| 1955      | ф  | Сіссі                             | нім. Sissi                                  | Ромі Шнайдер           |
| 1956      | ф  | Сіссі — молода імператриця        | нім. Sissi – Die junge Kaiserin             | Ромі Шнайдер           |
| 1957      | ф  | Сіссі — фатальні роки імператриці | нім. Sissi – Schicksalsjahre einer Kaiserin | Ромі Шнайдер           |
| 1968      | ф  | Маєрлінг                          | англ. Mayerling                             | Ава Гарднер            |
| 1972      | ф  | Людвіг                            | італ. Ludwig                                | Ромі Шнайдер           |
| 1997—1998 | мс | Принцеса Сіссі                    | фр. Princesse Sissi                         | Террі Гокс (голос)     |
| 2004      | тф | Сісі — бунтівна імператриця       | фр. Sissi, l'impératrice rebelle            | Аріель Домбаль         |
| 2007      | мф | Переполох у Гімалаях              | нім. Lissi und der wilde Kaiser             | Міхаель Гербіґ (голос) |
| 2022      | с  | Імператриця                       | нім. Die Kaiserin                           | Деврім Лінгнау         |
| 2022      | ф  | Корсаж                            | нім. Corsage                                | Вікі Кріпс             |

### Театр
Життю Елізабет присвячено мюзикл Міхаеля Кунце та Сільвестра Левая «Елізабет».

### Галерея

Пам'ятники імператриці Єлизаветі у різних містах Європи
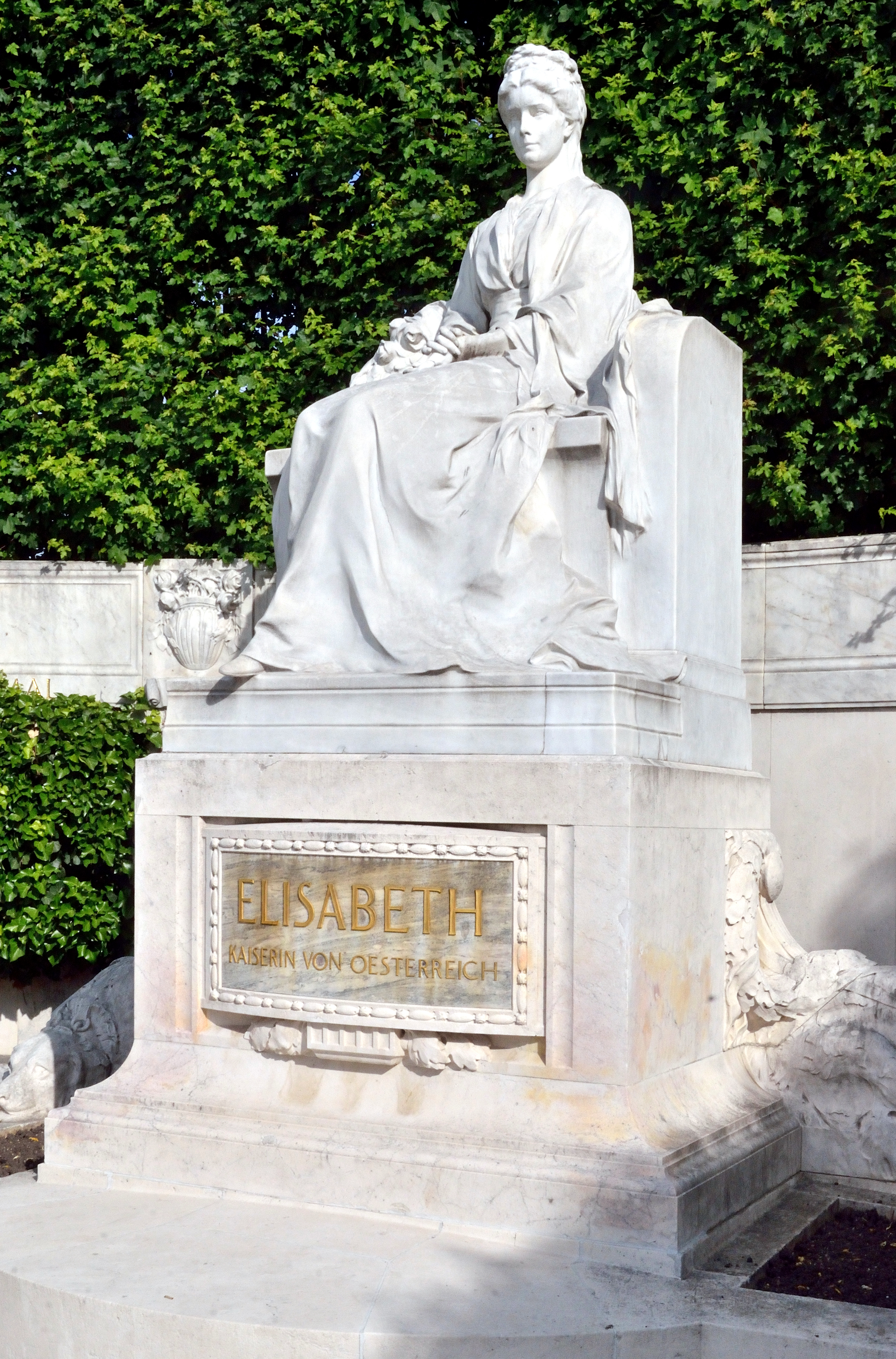
Парк «Фольксгартен», Відень, Австрія
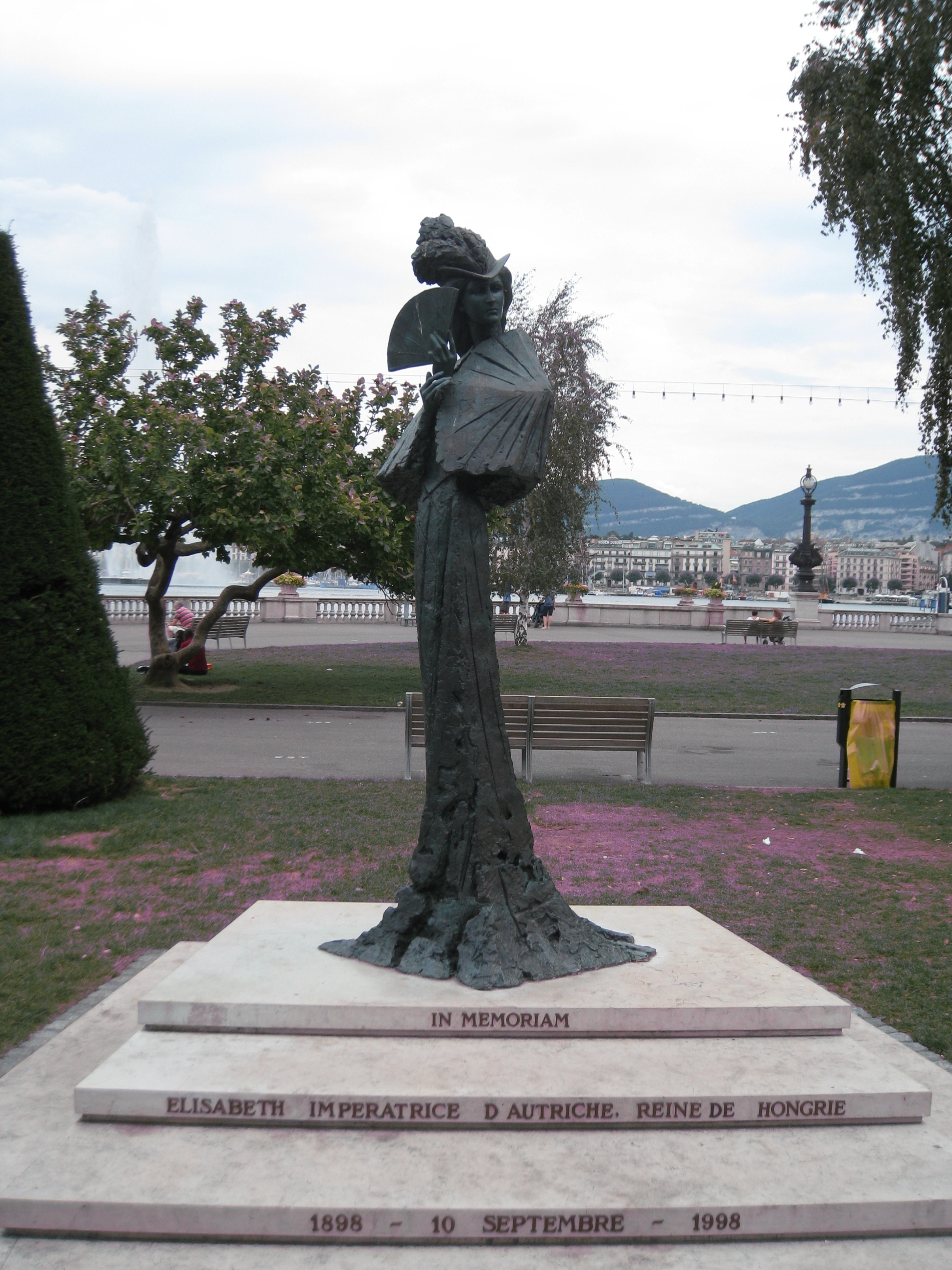
Женева, Швейцарія
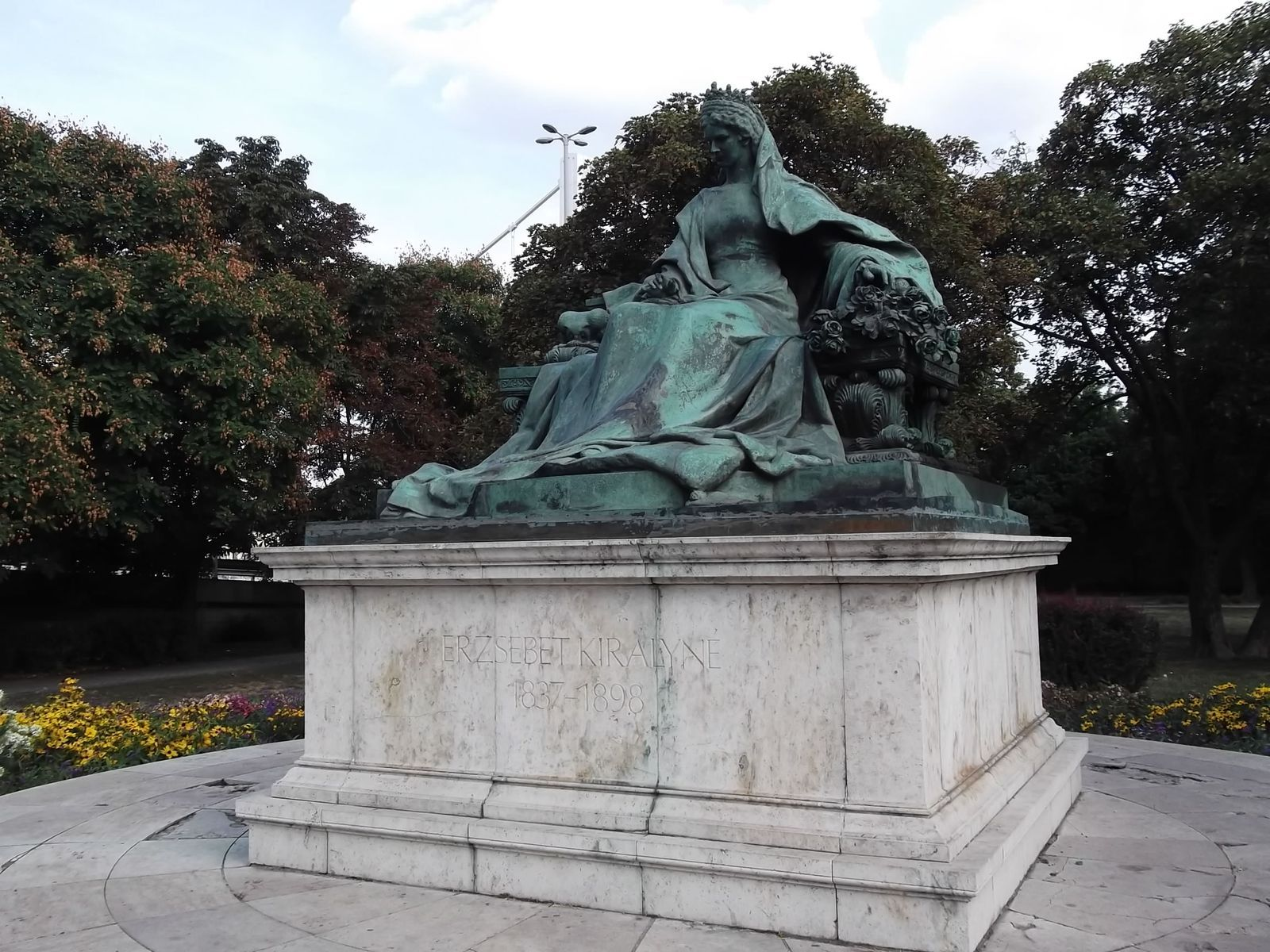
Будапешт, Угорщина
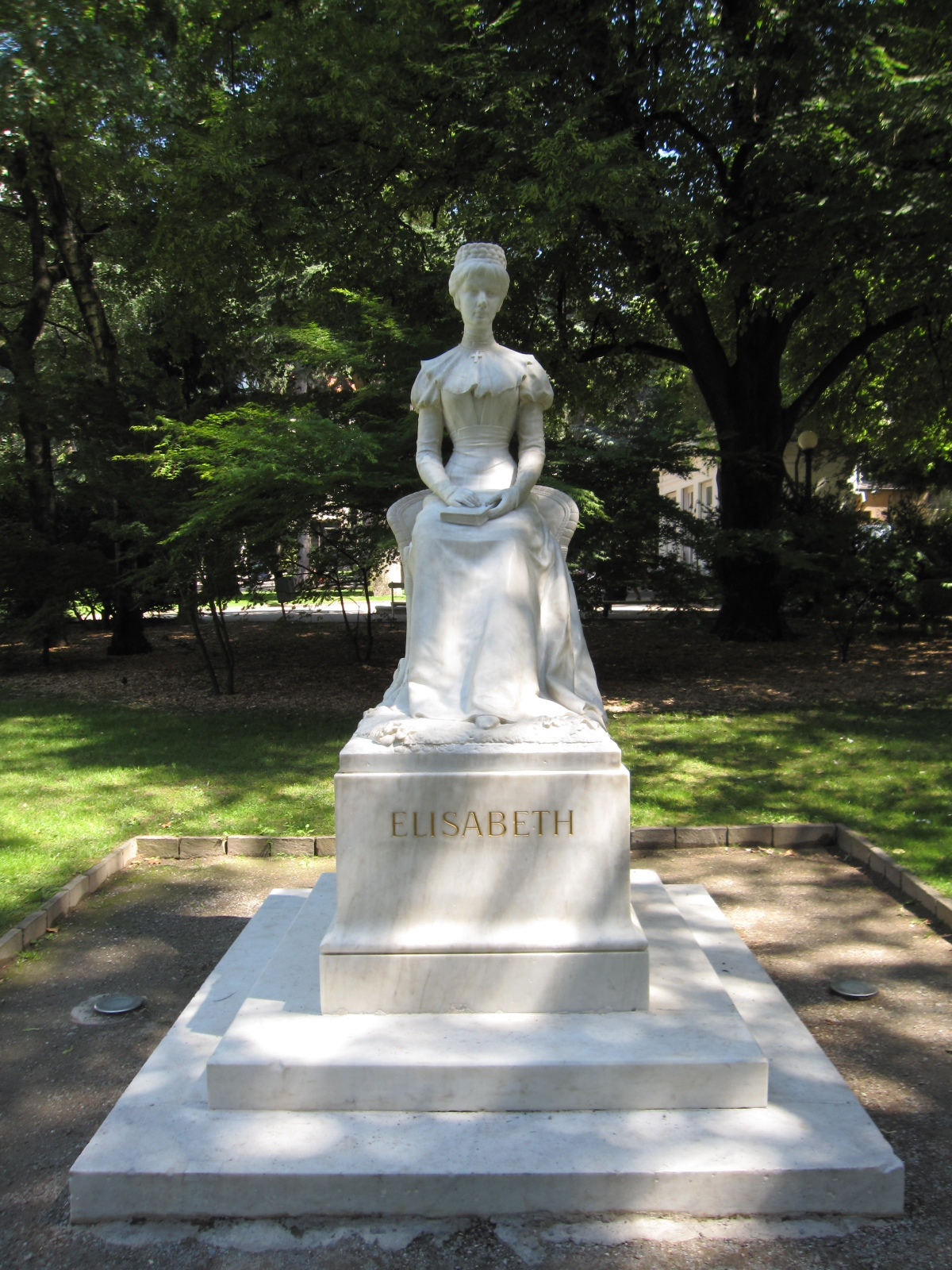
Меран, Італія
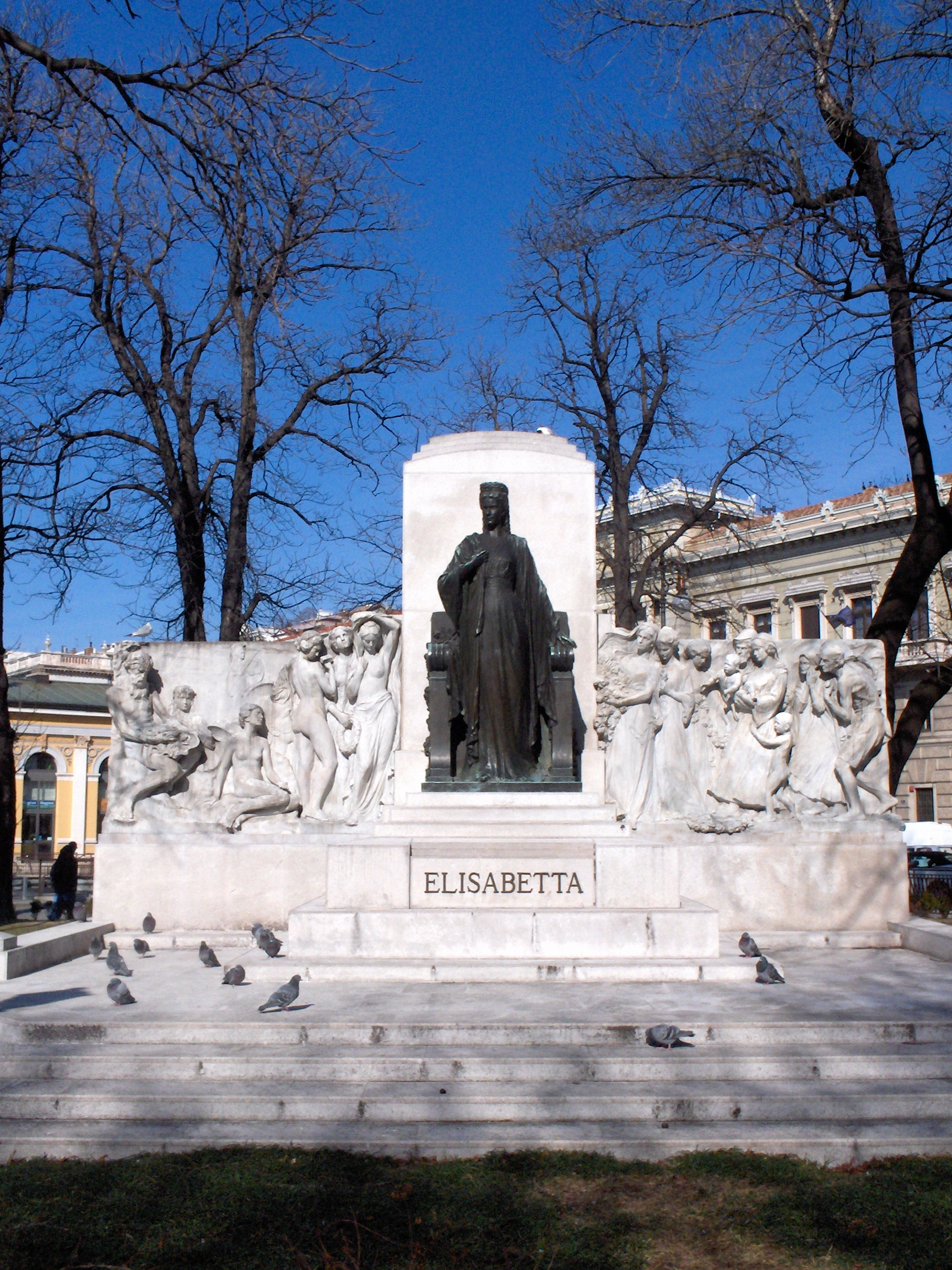
Трієст, Італія
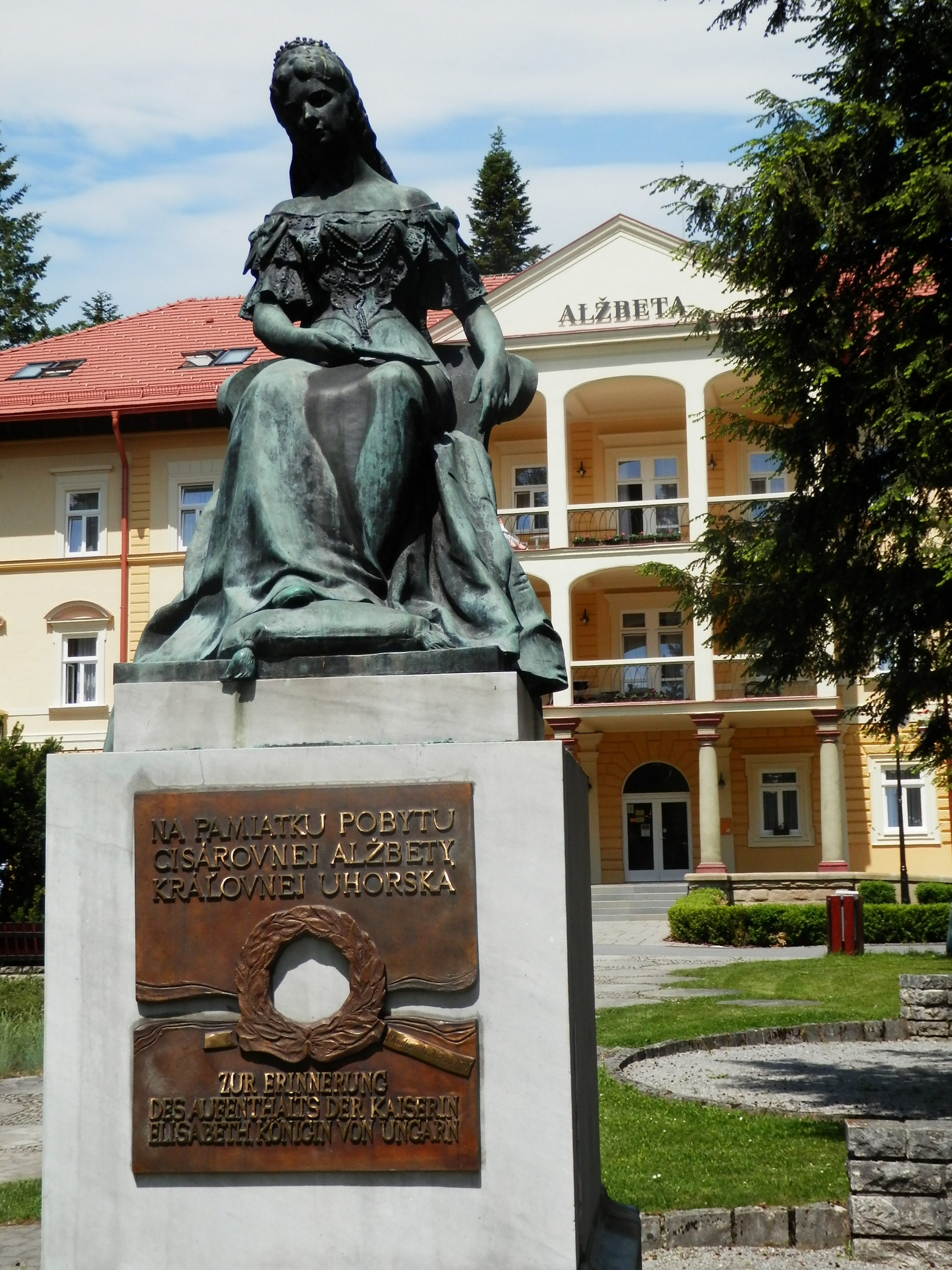
Бардіївські купелі, Словаччина
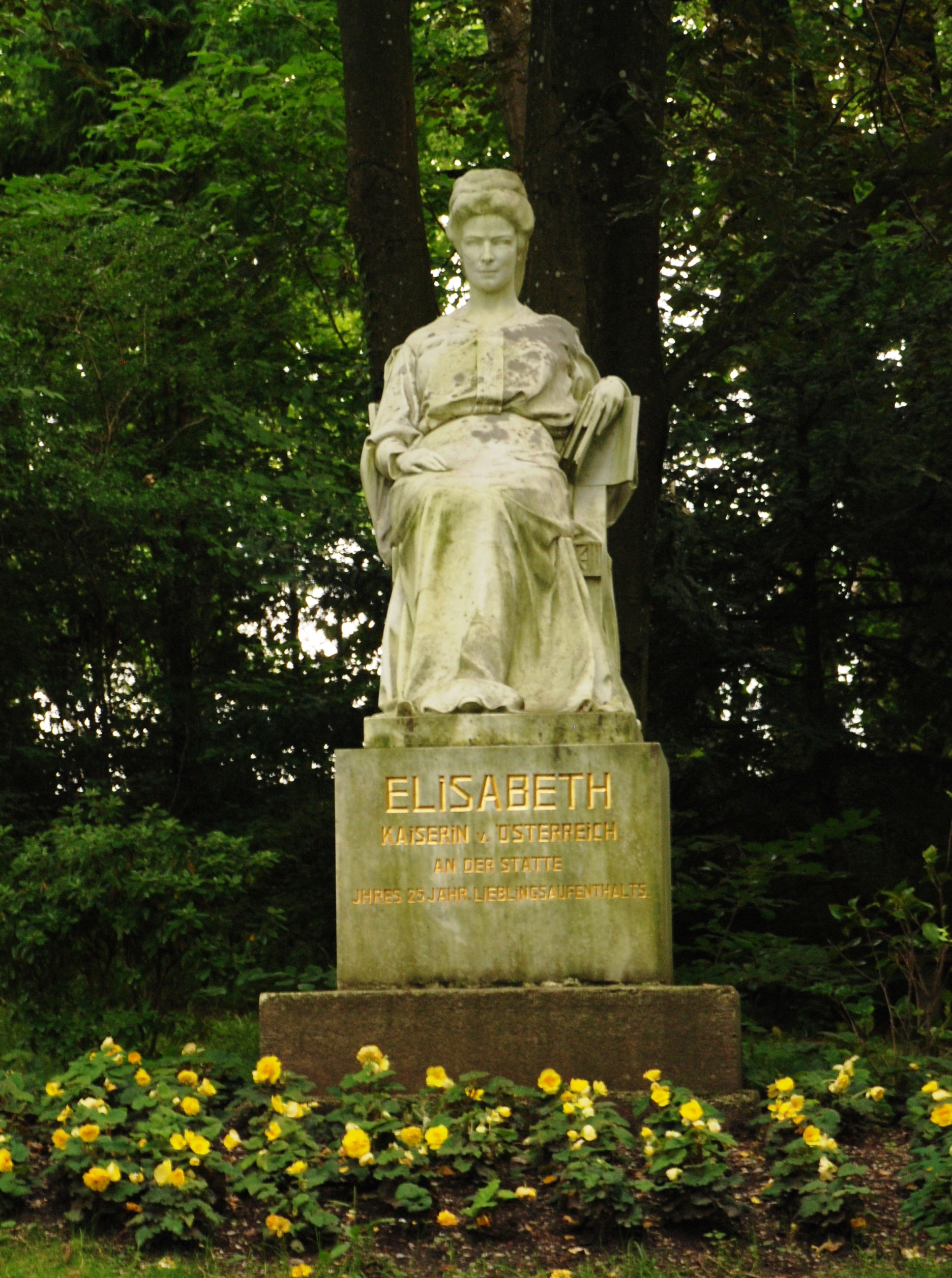
Фельдафінг, Німеччина